# 希山慕丁莱益斯
希山慕丁莱益斯（马来文：Hishamuddin Rais，1951年2月3日—），马来西亚社运活跃分子，专栏作者及电影制作人。他是70年代学运领袖，学运被镇压后，曾流亡国外长达20年。回国后，他复又积极参与社会运动。

## 生平简介
1951年2月3日，希山慕丁莱益斯生于森美兰州日叻务县。中学时期，他就读于江沙马来学院；1971年，进入马来亚大学。在马大求学期间，他积极参与学生运动，并于1972年，被选为全国学生协会总秘书。1974年，这个学生组织声援新山北湖（Tasek Utara）遭逼迁的木屋区人民，以及华玲县的穷困农民，结果有不少学生遭政府逮捕，希山慕丁莱益斯在被逮捕前选择流亡到海外。
在海外流亡的廿年，希山慕丁莱益斯先后居住于比利时和英国，并在这段时间内修读了美术和电影制作课程。1994年，他重返祖国。希山慕丁莱益斯仍然活跃于社会运动。至今仍以笔名“Isham”撰写异议部落格“Tukar Tiup （页面存档备份，存于）”。

## 文学作品
Hishamuddin Rais(2010)Tapai, Selangor: ZI Publications Sdn Bhd. ISBN 978-967-5266-11-9.

## 电影作品
Dari Jemapoh ke Manchester（1998）